# Doors (Ida Gard)
Doors è il secondo album in studio della cantante danese Ida Gard, pubblicato il 19 settembre 2013.

## Tracce
1. Doors – 4:08
2. Little Miss Vivian – 3:53
3. Beginners – 3:50
4. In Case You Haven't Heard – 3:47
5. Need a Break – 3:15
6. Never Be Yours – 3:36
7. U Gonna Come – 3:39
8. Hand Him a Gun – 3:39
9. Germany – 3:31
10. Good Enough – 3:37
11. If I Were Crazy – 2:23

## Classifiche
| Classifica (2013) | Posizione massima |
| ----------------- | ----------------- |
| Danimarca         | 19                |